# Ritva Oksanen

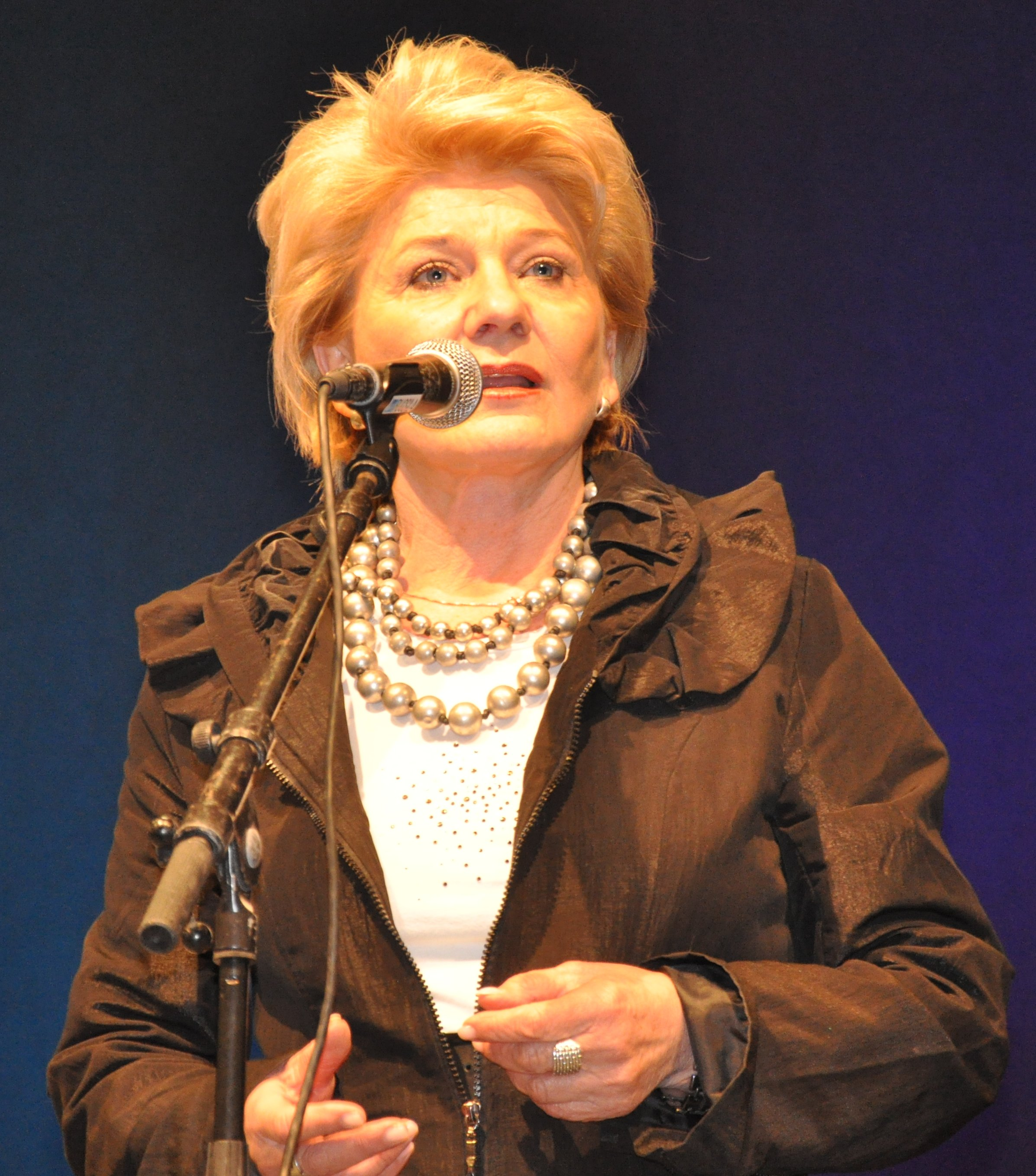
Ritva Oksanen.

Ritva Annikki Oksanen, född 16 juni 1939 i Vasa, är en finländsk skådespelare och sångare. 
Oksanen har spelat på flera olika teatrar. Hon har medverkat i tv-serier, såsom Pesärikko (2000), Pieni pala jumalaa (1999), Pimeän hehku (1996), Kohtaamiset ja erot (1994) och Elämänmeno (1978). Hennes viktigaste filmroller är Kesän maku (1975), Anita (1994) och Ihon aika (1998). Hon har gjort flera skivor och uppträtt med sångkvällar. År 2004 firade hon sina fyrtio år på estraden med premiär på Esbo stadsteater med en dramakonsert, Elämän sirkus. Hennes egna livserfarenheter har ofta speglat sig i hennes skapande. Hon tilldelades Pro Finlandia-medaljen 2001.